# Gleizé

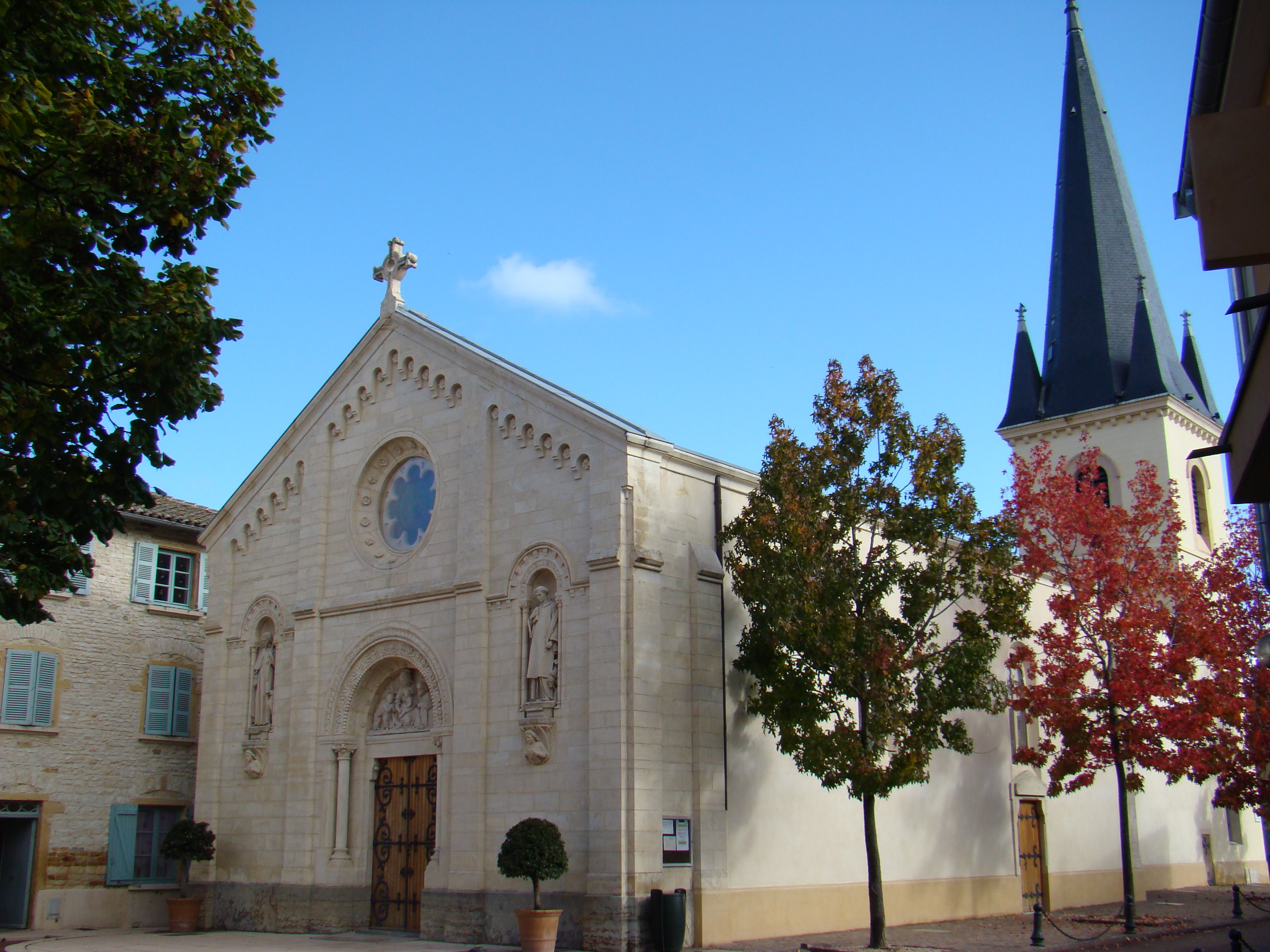
Kościół w Gleizé, 2009

Gleizé – miejscowość i gmina we Francji, w regionie Owernia-Rodan-Alpy, w departamencie Rodan.
Według danych na rok 1990 gminę zamieszkiwało 8317 osób, a gęstość zaludnienia wynosiła 795 osób/km² (wśród 2880 gmin regionu Rodan-Alpy Gleizé plasuje się na 86. miejscu pod względem liczby ludności, natomiast pod względem powierzchni na miejscu 1086.).